# Cristian Carracedo
Cristian Carracedo García (Hospitalet de Llobregat, Barcelona, 30 de noviembre del 1995) es un futbolista español que juega como delantero en el Córdoba C. F. de la Segunda División de España.

## Carrera deportiva
Nacido en Hospitalet de Llobregat, Barcelona, Carracedo se formó en las categorías inferiores del CF Badalona. 
El 12 de octubre de 2013, hizo su debut con el primer equipo del CF Badalona en la Segunda División B de España, en una derrota a domicilio frente al Valencia CF Mestalla.
El 3 de agosto de 2015, Carracedo fichó por el RCD Mallorca B de la Tercera División de España. El 10 de septiembre de 2015, Carracedo debutaría con el primer equipo del RCD Mallorca en un encuentro de la Copa del Rey frente a la SD Huesca que acabaría por cero goles a dos.
Durante las siguientes temporadas, formaría parte de equipos de la Tercera División de España y Segunda División B de España, como CP Cacereño, Puente Genil Fútbol Club, Écija Balompié, Córdoba CF B, UP Langreo, AD Ceuta FC, AE Prat y SD Ejea.
Comenzaría la temporada 2020-21 en las filas de la AE Prat de la Segunda División B de España, con el que disputa 9 partidos en los que anota un gol.
El 5 de enero de 2021, firma por la SD Ejea de la Segunda División B de España, donde juega 14 partidos en los que marca 4 goles.
En julio de 2021, firma por el Linares Deportivo de la Primera Federación, con el que disputado la semifinal del ‘play-off’ de ascenso a Segunda División, contribuyendo con 5 goles y 6 asistencias en 32 partidos.
El 8 de junio de 2022, firma por el Córdoba C. F. de la Primera Federación.

## Clubes
| Club                     | País   | Año       |
| ------------------------ | ------ | --------- |
| CF Badalona              | España | 2013–2015 |
| RCD Mallorca B           | España | 2015–2016 |
| CP Cacereño              | España | 2016–2017 |
| Puente Genil Fútbol Club | España | 2017–2018 |
| Écija Balompié           | España | 2018      |
| Córdoba CF B             | España | 2019      |
| UP Langreo               | España | 2019      |
| AD Ceuta FC              | España | 2020      |
| AE Prat                  | España | 2020–2021 |
| SD Ejea                  | España | 2021      |
| Linares Deportivo        | España | 2021–2022 |
| Córdoba C. F.            | España | 2022-     |